# Oigny (Côte-d’Or)
Oigny település Franciaországban, Côte-d’Or megyében. Lakosainak száma 40 fő (2022. január 1.). Oigny Poiseul-la-Grange, Billy-lès-Chanceaux, Poiseul-la-Ville-et-Laperrière, Étalante és Orret községekkel határos.

## Népesség
A település népességének változása:
| Lakosok száma | 40   | 36   | 30   | 32   | 37   | 36   | 36   | 40   | 42   | 40   |
|               | 1968 | 1982 | 1990 | 2006 | 2013 | 2015 | 2017 | 2019 | 2020 | 2022 |